# 우풍금고 사건
우풍금고 사건은 2000년 4월에 우풍상호신용금고에서 성도이엔지 주식을 대우증권을 통해 무차입 공매도하다가 공매도한 주식을 상환하지 못하고 부도를 낸 사건을 가리킨다.

## 사건배경
공매도한 수량인 34만주는 대주주와 우리사주가 보유한 주식을 제외한 주식의 총 수량인 전체 주식의 30%를 넘기는 30.9%에 달했으며 당일 재매수하여 상환된 주식을 제외한 15만주도 그의 거의 절반에 달했기 때문이었다. 이후 소액주주들은 공매도에 반대하기 위해 주식을 사주는 운동을 벌이기도 한 결과, 우풍금고측은 갚아야 할 15만주중 2만주밖에 더 사지 못했다. 결국 거래를 주관한 대우증권이 나서서 사주를 설득해 주식을 빌려 거래가 완결처리되었다.
금융감독원의 조사에 따르면, 사주의 주가조작이 우풍금고가 주식을 재매입하지 못하는데 기여한 것으로 밝혀졌으며, 금융감독원은 우풍금고의 공매도 역시 주가조작에 해당된다고 결론내렸다. 성도이엔지 사측은 주가조작 의혹을 부인하였다. 이 사건 이후 대한민국에서 무차입 공매도는 금지되었다.

## 같이 보기
- 공매도
- 성도이엔지
- 삼성증권 유령주식 사태